# Siège de Novogeorgievsk
Première Guerre mondiale
Batailles
Front d'Europe de l’Est
- Stallupönen (08-1914)
- Gumbinnen (08-1914)
- Tannenberg (08-1914)
- Île d'Odensholm (08-1914)
- Lemberg (08-1914)
- Krasnik (08-1914)
- Komarów (08-1914)
- Lacs de Mazurie (I) (09-1914)
- Przemyśl (09-1914)
- Vistule (09-1914)
- Łódź (11-1914)
- Limanowa (12-1914)
- Bolimov (01-1915)
- Zwinin (02-1915)
- Lacs de Mazurie (II) (02-1915)
- Przasnysz (02-03-1915)
- Schaulen (04-07-1915)
- Gorlice-Tarnów (05-1915)
- Boug (06-08-1915)
- Narew (07-08-1915)
- Novogeorgievsk (08-1915)
- Varsovie (08-1915)
- Sventiany (09-1915)
- Lac Narotch (03-1916)
- Offensive Broussilov (06-1916)
- Offensive de Baranavitchy (07-1916)
- Turtucaia (09-1916)
- Offensive Flămânda (09-1916)
- Argeș (12-1916)
- Offensive Kerenski (07-1917)
- Bataille de Riga (09-1917)
- Opération Albion (09-10-1917)
- Mărășești (08-1917)
- Traité de Brest-Litovsk (03-1918)
- Traité de Brest-Litovsk (03-1918)
- Bakhmatch (03-1918)

Front d'Europe de l’Ouest
Front italien
Front des Balkans
Front du Moyen-Orient
Front africain
Bataille de l'Atlantique
Le siège de Novogeorgievsk est une bataille livrée sur le front de l'Est de la Première Guerre mondiale, du 10 au 20 août 1915. À la suite du déclenchement de l'offensive de Gorlice-Tarnów, les forces allemandes et leurs alliés austro-hongrois percent les défenses russes et s'approchent de Varsovie.

## La bataille

Plan de la forteresse russe, 1915 (en polonais).

Les Russes décident de défendre la forteresse avec une garnison de 90 000 hommes, évacuée de Varsovie le 5 août. L'armée allemande dirigée par le général Hans von Beseler, comprenant la 87e division d'infanterie (corps Dickhuth) et le 17e corps de réserve, se dirige vers Novogeorgievsk avec 80 000 hommes appuyés par 18 obusiers de 300 mm et 400 mm qui avaient été utilisés pour s'emparer d'Anvers en 1914.
Le 17 juillet un détachement allemand surprend le général russe Korotkevitch-Notchevnoï, ingénieur en chef de la forteresse, alors que celui-ci effectue une mission de reconnaissance. Le général est tué lors de l’embuscade et les soldats découvrent dans ses documents les plans secrets de la forteresse, donnant un avantage stratégique à l’Allemagne.
Novogeorgievsk est encerclée le 10 août. Les Allemands pilonnent la forteresse quelques jours plus tard en se concentrant sur la partie nord-est des défenses, située au nord de la Vistule. Après de lourds bombardements, les Allemands attaquent trois forts avec 22 bataillons d'infanterie et en capturent deux.
Les Russes sont contraints de se replier plus au nord de la Vistule. En raison de l'absence de renforts, les Russes se rendent à l'aube du 20 août, laissant à l'ennemi 1 600 canons.

## Conséquences
Les pertes russes sont estimées à 90 000 hommes, dont 30 généraux. Varsovie sera attaquée par les Allemands à partir du 17 août.